# لا داعي للقلق

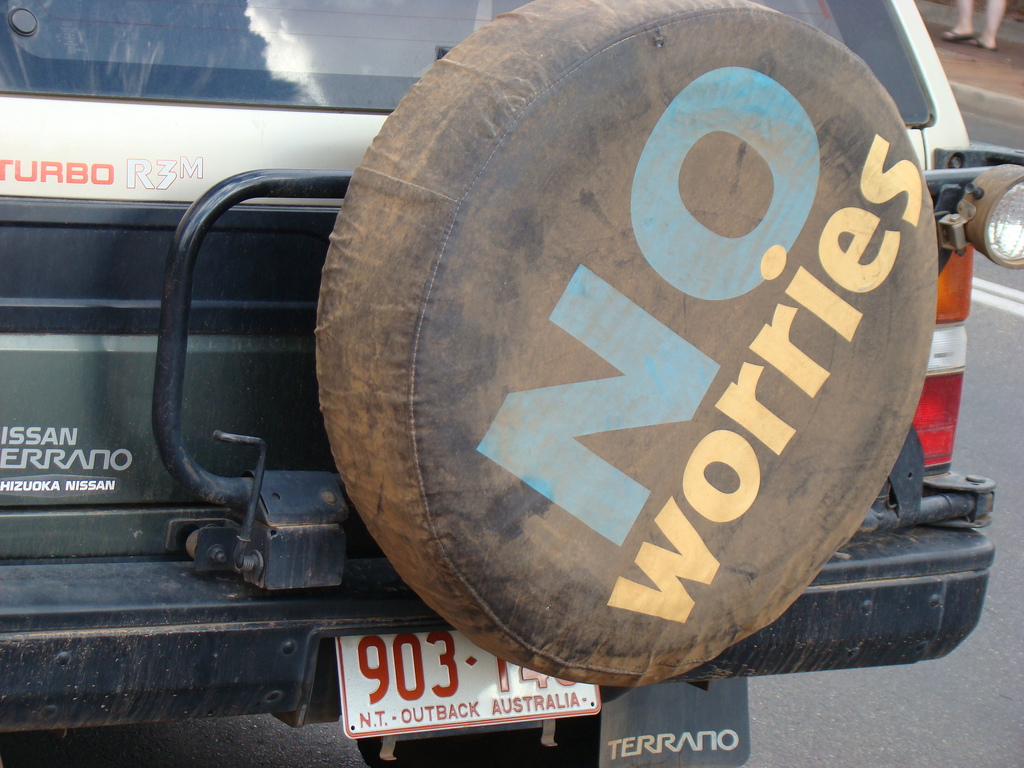
سيارة أسترالية تعرض عبارة "لا تقلق"

لا داعي للقلق هي جملة تستخدم باللغة الإنجليزية معناها «لا تقلق بشأن ذلك»، «هذا جيد»، «ستكون بخير»، «انسَ الأمر» أو «شيء مؤكد». إنه يتشابه مع اللغة الإنجليزية الأمريكية بـ«لا مشكلة». تستخدم العبارة على بشكل كبير في الكلام الأسترالي وتمثل شعورًا بالود والفكاهة والتفاؤل و «الصداقة» في الثقافة الأسترالية. وذُكرت هذه العبارة بالشعار الوطني لأستراليا.
أثرت هذه العبارة على عبارة مشابهه لها في لغة توك بيسين في بابوا غينيا الجديدة. لم يعد أحد يستخدم جملة «لا تقلق» حتى وصولها إلى نيوزيلندا بعد نشأتها في أستراليا[بحاجة لمصدر] . أصبح استعمال الجملة أكثر انتشاراً في اللغة الإنجليزية البريطانية بعد زيادة استعمالها في المسلسلات الأسترالية التي تم بثها على التلفزيون في المملكة المتحدة. خبراء اللغويات غير واثقين من كيفية استعمال العبارة في اللغة الإنجليزية الأمريكية؛ تشمل النظريات استخدام ستيف إيروين في البرنامج التلفزيوني صياد التمساح واستُعمل من قبل وسائل الإعلام الأمريكية خلال أولمبياد سيدني 2000 . كما أنها إستُخدمت في اللغة الإنجليزية الكندية[بحاجة لمصدر] .

## تعريف
لا داعي للقلق هو تعبير إنجليزي أسترالي، بمعنى «لا تقلق بشأن ذلك»،  أو «هذا جيد». يمكن أن يعني «شيء أكيد»  و «على الرحب والسعة». يوجد مصطلحات أسترالية عامية تحتوي على نفس الفكرة «ستكون على حق». قارنوا بين هذا التعبير وبالمكافئ باللغة الإنجليزية الأمريكية «لا مشكلة». في كتابهم «اللغة والثقافة الأسترالية: لا تقلق!» ، لاحظ المؤلفون فانيسا باترسبي، وبول سميتز، وباري بليك: «لا داعي للقلق هو رد أسترالي مشهور جدًا يشبه» لا مشاكل «، أو» لا بأس «أو» شيء مؤكد "." 

## أصول ثقافية
تاريخ توثيق هذه العبارة يعود لعام 1966. وحسب مؤلف كتاب عندما تتصادم الثقافات: القيادة عبر الثقافات ، ريتشارد دي لويس، فإن العبارة هي شكل من أشكال التعبير عن الموقف المريح في الثقافة الأسترالية. علقت آنا ويرزبيكا على أن هذه الجملة توضح نقاط مهمة من الثقافة الأسترالية، ومنها: "اللطف، الود، توقع الإتجاهات المشتركة (انطباع عن" الصداقة "السهلة)، "الصلابة الجوهرية، الدعابة الجيدة، وفوق كل شيء التفاؤل الكبير". وتُلخص إلى جانب "الخير عليك"، فإن التعبيرات تعكس "الطابع الوطني" و "الروح السائدة" في أستراليا. على الرغم من استخدامها في البداية في أستراليا، إلا أن العبارة وصلت إلى نيوزيلندا أيضًا.

## استعمال
كتبت ويرزبيكيا في كتابها البراغماتية عبر الثقافات أن عبارة «تتخلل في الخطاب الأسترالي»، «تخدم مجموعة واسعة من القوى اللاذعة» وتُظهر «تفاؤلًا كبيراً». في كتابها الصادر عام 1992 عن الدلالات والثقافة والإدراك ، صنفت ويرزبيكيا العبارة على أنها «من بين التعبيرات الأسترالية الأكثر تميز»، إلى جانب «أنت جيد».
وكذلك يمكن استخدام المصطلح في سياق الاعتذار. استخدامت العبارة بشكل واسع في اللغة الإنجليزية البريطانية منذ أواخر الثمانينيات، وهو تطور يعود قليلاً إلى نجاح المسلسلات الأسترالية مثل الجيران في المملكة المتحدة.
عبارة «لا تحوم حول الحصون» لها نفس المعنى في أستراليا؛ على أنها إهانة «لا *** تقلق»،  وتتوافق معها عبارات «لا واكرز» و «لا واكس».

## تأثير
ذكرت «لا داعي للقلق» بـ «الشعار الوطني» لأستراليا في عام 1978،  وفي أعمال عام 2006، سمى بيث وشون تيرني «لا تقلق صديقي» الشعار الوطني للبلاد. كتبت أنيت كوباك في مجلة The New York Times Book Review ، وصفت التعبير بأنه «تعويذة طقسية» لها «سحر خاص». إن عبارة «لا وارس» في لغة بابوا غينيا الجديدة Tok Pisin مشتقة من المصطلح الإنجليزي الأسترالي.
وبحسب بريد الأحد 2004 ذكر التقرير أن تعبير لا تقلق قد بدأ استخدامه في اللغة الإنجليزية الأمريكية. وفي مقال 2004 لـ المعلن علقت ساميلا هاريس: «لا علم لدى الأمريكيين عن أصل كلمة» لا تقلق«. هذا في وقت اننا قد اعتمدنا بمرح شعار» لا تقلق"، "لا تقلق«لن تصادف كموقف.» وبحسب توم دالزل، مؤلف كتابين عن كيفية استخدام اللغة العامية في الولايات المتحدة، خبراء اللغويات ليسوا على علم بسبب انتشار التعبير بشكل واسع في ذلك البلد. واحد من الأسباب غير المذكورة هو المكانة البارزة لهذه العبارة في كلمات الأغنية «هاكونا ماتاتا» في فيلم ديزني الشهير عام 1994 الأسد الملك. وأن ستيف إروين هو من استخدم العبارة كما في صياد التماسيح فضلا عن محاولات من قبل أعضاء الصحافة الأمريكية إلى تقليد التعبير خلال أولمبياد سيدني 2000، تم طرحها كنظريات تشرح انتشار التعبير في الولايات المتحدة. اللغويات الأستاذة كيت بوريدج كتبت في كتابها عام 2004 الأعشاب الضارة في حديقة الكلمات أن التعبير بما في ذلك «لا تقلق»، «على الإطلاق»، و «الحد الأدنى» أصبحت أقل انتشارا في صالح من أحدث أقوال. استخدمن العبارة استخدام بسيط في
اللغة الإنجليزية الكندية.

## روابط خارجية
- قاموس عامية أسترالية نسخة محفوظة 8 مارس 2007 على موقع واي باك مشين. ، كوالا نت
- لا داعى للقلق - التعريف في القاموس الأسترالي نسخة محفوظة 3 مارس 2016 على موقع واي باك مشين.
- الأسترالية العامية ، أستراليا السفر ويكي
- قاموس قصير للعامية الأسترالية ، جامعة موناش